# Claire Clairon

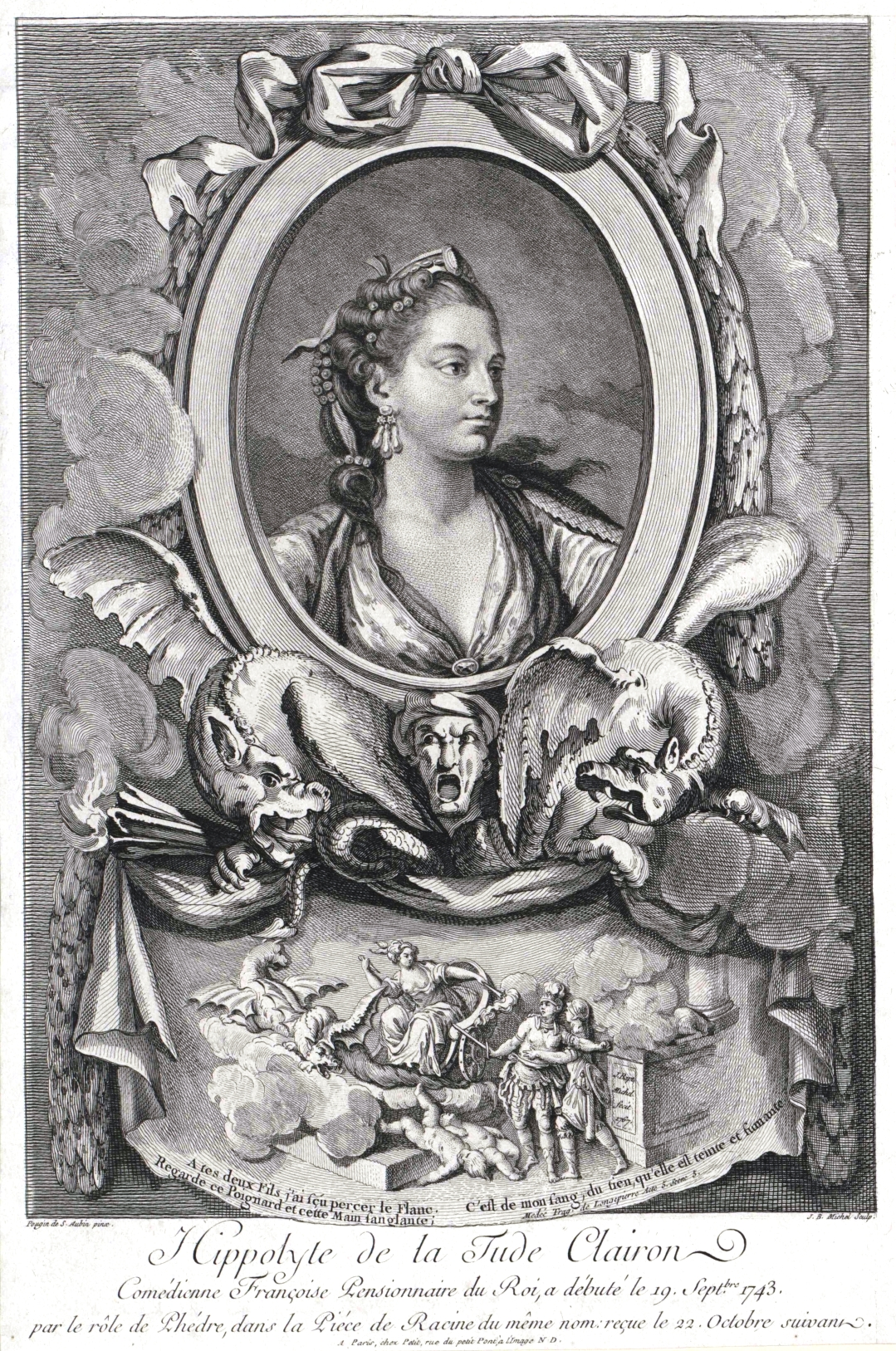
Hippolyte de la Tude Clairon, Stich von Jean-Baptiste Michel

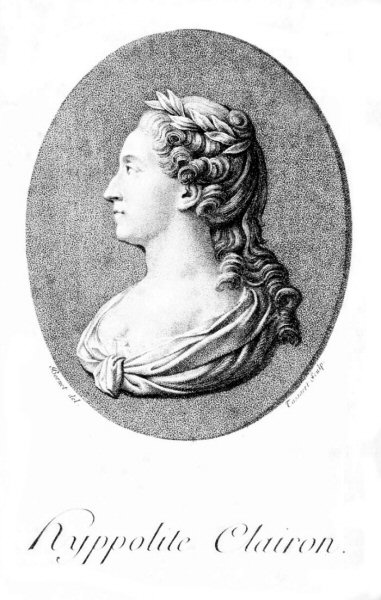
Mademoiselle Clairon, Punktierstich um 1799

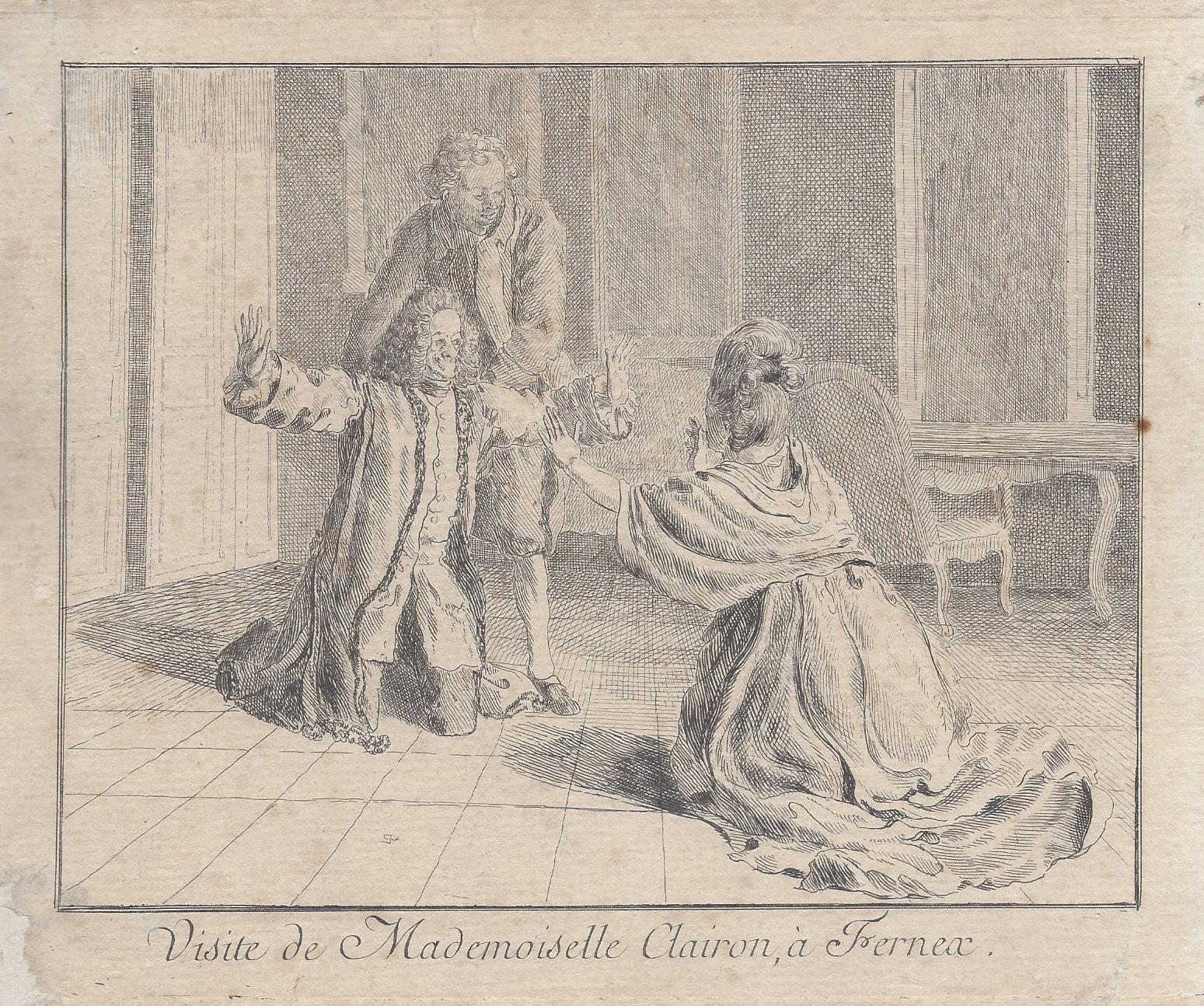
Mademoiselle Clairon im Juli 1763 bei Voltaire in Ferney

Clair(e) Josèphe Léris, selbstgeadelt Claire Josèphe Hippolyte Léris de La Tude, auch kurz mit dem Künstlernamen Hippolyte Clairon (* 25. Januar 1723 in der Nähe von Condé-sur-l’Escaut, Département Nord; † 18. Januar 1803 in Paris) war die führende französische Tragödin des 18. Jahrhunderts und über dreizehn Jahre Hofmaitresse in Ansbach.

## Leben
Als Tochter des Sergeanten François Joseph Désiré Léris des Regiments de Mailly und der Schifferin Claire Scana-Piecq aus einfachen Verhältnissen stammend, debütierte Clairon in Paris am 8. Januar 1736 im Alter von noch 12 Jahren in einer Nebenrolle in Pierre de Marivaux’ L’Île des esclaves, die im Théâtre-Italien aufgeführt wurde. Es folgten mehrere Engagements in der Provinz, so vier Jahre in Rouen, in Lille, in Dünkirchen und Gent. 1743 gelang ihr die Rückkehr nach Paris und eine Anstellung  an der Großen Oper.
Trotz eines beachtlichen Erfolgs wechselte sie schon nach fünf Monaten von der Oper zur Comédie-Française über. Sie begann ihr Engagement am 19. September 1743 mit der Hauptrolle in Racine's Phädra, feierte einen glänzenden Triumph und wurde bald zur überragenden Nebenbuhlerin der Marie Dumesnil. Sie spielte hervorragend Charakterrollen und setzte dadurch als Tragödin neue Maßstäbe. Voltaire sagte nach einem Auftritt der Clairon in einem seiner Stücke: Habe ich das wirklich gemacht? Voltaire lobte Die Clairon mit den zweideutigen Worten: Sie hat im Ton der Stimme, was die Dumesnil im Herzen. Mit ihrer Kollegin  und Konkurrentin Dumesnil verband sie eine zwanzigjährige Abneigung und Feindschaft, die sie noch 1798 in den Memoiren ausführlich thematisierte. 1761 beauftragte sie den Advokaten Huerne de la Motte mit einer Schrift gegen die gängige Praxis der Exkommunikation der Schauspieler. Die Schrift wurde am 22. April 1761 verdammt. Im Lauf der Zeit verband Voltaire und Die Clairon eine enge Freundschaft. Aufsehen erregte der Besuch der Clairon im Juli 1763 in Ferney. Die Clairon spielte in Voltaires privatem Theater die Rolle der Zaire aus der gleichnamigen Tragödie Voltaires von 1733. Die Begrüßungsszene wurde von Jean Huber in einer Radierung festgehalten.
1765 entfachte sie durch ihre Weigerung, zusammen mit dem missliebigen Kollegen Dubois im Historiendrama Le Siège de Calais aufzutreten, einen Theaterskandal, der ihre Inhaftierung im Fort-l’Evêque nach sich zog. Der von ihr zelebrierte Aufenthalt, bei dem sie die ihre Anhänger der Pariser Gesellschaft zum Souper empfing, dauerte nur fünf Tage. Danach erholte sie sich in Ferney. Nach der Haftentlassung betrat sie öffentliche Bühnen nicht wieder. Es folgten jedoch weiterhin Auftritte in Privat- oder Hoftheatern. Finanziell unabhängig förderte sie jüngere Schauspieler.
Auf eine Einladung des ihr schon länger bekannten Markgrafen Alexander begab sie sich 1773 an dessen Hof nach Ansbach. Als Maitresse des Landesherrn nahm sie auch offizielle Verpflichtungen wahr und nahm, zum Missbehagen der Minister und der Verwaltung, Einfluss auf die Entscheidungen des Fürsten. Die Konzessionsurkunde vom 12. Juni 1775, die die Rechte der Katholiken stärkte, wird dem Einfluss der Clairon zugeschrieben. Als Kind ihrer Zeit für das Übersinnliche begeistert, führte sie den Grafen von St. Germain am Ansbacher Hof ein. Obwohl sie nur in bescheidenem Umfang Personal in Anspruch nahm, sie verfügte über einen Kammerdiener, einen Lakai, eine Zofe und einen Koch, und sie nur eine bescheidene Besoldung vom Landesamt in Ansbach erhielt, bezichtigte man sie einer ungeheuren Verschwendung. Nachdem Alexander, der dramatischen Auftritte überdrüssig, sich Lady Elizabeth Craven zugewandt hatte, kehrte sie 1791 nach Paris zurück. Ein Bonmot berichtete von Alexander: Die Clairon kostete ihn das Geld, die Craven das Land.
Die Clairon veröffentlichte ihre Memoiren 1798, was ihre ehemalige Rivalin Marie Dusmenil zu einer eigenen Darstellung veranlasste.  Sie starb verarmt in Paris am 18. Januar 1803. Zunächst auf dem Friedhof Saint Sulpice bestattet, wurden ihre sterblichen Überreste am 29. August 1837 auf den Friedhof Père-Lachaise in die 20. Division umgebettet.

## Ansbacher Klärungswecken
Der Ansbacher Klärungswecken, ein Eier-Milchwecken, der in seiner Form den Ansbacher Volkskundler Ernst Ludwig Rochholz an das weibliche Genital erinnerte, soll seinen Namen von der Clairon herleiten. Er war das bevorzugte  Gebäck der Clairon in Ansbach.

## Rollen (Auswahl)
- Phädra
- Zenobia (Rhadamisthes und Zenobia von Prosper Jolyot Crébillon)
- Monomime
- Dido
- Medea (Medea von Euripides)
- Zaire von Voltaire

## Werke (Auswahl)
- François-Charles Huerne de Lamothe; Claire Josèphe Hippolyte Léris de La Tude Clairon: Libertés de la France contre le pouvoir arbitraire de l'excommunication, ouvrage dont on est spécialement redevable aux sentimens généraux.. de Mlle Clai** , Amsterdam, in-12, 1761, (XXXVI), 256 S.
- Mémoires d'Hippolyte Clairon et réflexions sur la déclamation théâtrale, Paris 1798.